# A Escola da Noite

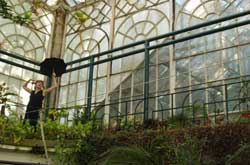
Matéria de Poesia no Jardim Botânico em Coimbra.

A Escola da Noite - Grupo de Teatro de Coimbra é uma companhia de teatro profissional portuguesa, sediada em Coimbra desde a sua fundação, em 1992, sendo uma Instituição de Utilidade Pública desde 1998. Estreou até agora 72 espectáculos e apresentou cerca de duas mil sessões em Coimbra e em digressão, nacional e internacional (Angola, Bélgica, Brasil, Espanha, Guiné-Bissau e Moçambique). Na escolha do reportório, procura um equilíbrio entre autores clássicos e contemporâneos, com dois especiais pontos de interesse: a obra de Gil Vicente e a dramaturgia em língua portuguesa. Ésquilo, Eurípides, Tchékhov, Lorca, Beckett, Heiner Müller, José Sanchis Sinisterra, Nelson Rodrigues, Plínio Marcos e Abel Neves são alguns autores que já trabalhou. Nos últimos anos, tem aprofundado uma nova frente de trabalho – a adaptação cénica de textos não dramáticos a partir, por exemplo, das obras de Ruy Duarte de Carvalho, Rubem Fonseca e Franz Kafka e, na poesia, de Adélia Prado e Manoel de Barros.
Desde Setembro de 2008, é a companhia residente e a responsável pela gestão e programação do Teatro da Cerca de São Bernardo, equipamento municipal construído para a albergar.

## Historial
Em 1991 um conjunto de treze pessoas, na sua maioria oriundos do Teatro Universitário, decidiu fundar uma companhia de teatro em Coimbra. Esta cidade era, na altura, um dos poucos grandes centros urbanos do país sem uma companhia de teatro profissional em actividade depois da falência, dez anos antes, de um projecto nesse sentido. Em 1992 Coimbra foi designada a Capital Nacional do Teatro nesse ano. Este facto permitiu assegurar à A Escola da Noite as condições necessárias para o seu lançamento a um bom nível, tendo a companhia apresentado sete espectáculos nos seus primeiros dois anos de vida.
O director artístico do grupo é António Augusto Barros desde a fundação. Ao longo da última década e meia A Escola da Noite apresentou cerca de quatro dezenas de espectáculos, entre autores contemporâneos (Abel Neves, Cabrujas, Vicente Sanches) e clássicos (Ésquilo, Marivaux, Maquiavel). Entre estes últimos destaca-se a atenção especial dedicada a Gil Vicente, dramaturgo português do séc. XVI, autor de cerca de um quarto dos espectáculos encenados até hoje. A preferência pelos espaços não-convencionais, o respeito pela palavra escrita e o rigor na sua transposição para o palco são outras das características do grupo.

## Produções
- Amado Monstro, de Javier Tomeo, encenação de António Jorge e José Neves (Março 1992)
- O Triunfo do Amor, de Marivaux, encenação de Rogério de Carvalho (Outubro 1992)
- Ella, de Herbert Achternbusch, encenação de Fernando Mora Ramos (Janeiro 1993)
- Susn, de Herbert Achternbusch, encenação de António Augusto Barros (Março 1993)
- Auto da Índia, de Gil Vicente, encenação de Rogério de Carvalho (Março 1993)
- Mandrágora, de Maquiavel, encenação de Ricardo Pais (Julho 1993)
- Comédia Sobre a Divisa da Cidade de Coimbra, de Gil Vicente, encenação de Nuno Carinhas (Dezembro 1993)
- Farsa de Inês Pereira, de Gil Vicente, encenação de Sílvia Brito (Março 1994)
- Bonhard, a partir do conto "O Boné", de Thomas Bernhard, direcção de António Augusto Barros e Sílvia Brito (Agosto 1994)
- Leôncio e Lena, de Georg Büchner, encenação de Konrad Zschiedrich (Novembro 1994)
- Uma Visitação, a Gil Vicente, encenação de António Augusto Barros e José Vaz Simão (Julho 1995)
- A Birra do Morto, de Vicente Sanches, encenação de António Augusto Barros (Dezembro 1995)
- Amores, a partir de textos de Federico García Lorca, encenação de António Augusto Barros e José Vaz Simão (Outubro 1996)
- Beckett - Primeira Jornada, texto de Samuel Beckett, encenação de António Augusto Barros (Dezembro 1996)
- Lenz, de Georg Büchner, encenação de José Abreu Fonseca (Julho 1997)
- As Troianas, de Eurípides, encenação de Konrad Zschiedrich (Outubro 1997)
- A Serpente, de Nelson Rodrigues, encenação de José Caldas (Maio 1998)
- Pranto, a partir de "O Pranto de Maria Parda", de Gil Vicente, encenação de António Augusto Barros (Novembro 1998)
- Os Persas, de Ésquilo, encenação de Pierre Voltz (Janeiro 1999)
- Jacques e o seu Amo, de Milan Kundera, encenação de Sílvia Brito (Outubro 1999)
- Além as Estrelas são a Nossa Casa, textos de Abel Neves, encenação de António Augusto Barros e Sílvia Brito (Abril 2000)
- Quem Come Quem, de vários autores, encenação de Stephan Stroux (Julho 2000)
- Um Gosto de Mel, de Shelagh Delaney, encenação de Antônio Mercado (Agosto 2001)
- Acto Cultural, de José Ignacio Cabrujas, encenação de António Augusto Barros (Novembro 2001)
- Amor de Don Perlimplín con Belisa en su Jardín, de Federico García Lorca, encenação de António Augusto Barros (Março 2002)
- Auto da Visitação e outras cousas que por cá se fizeram, textos de Gil Vicente, encenação de António Augusto Barros (Outubro 2002)
- Almocreves e outras cousas que em Coimbra se fizeram em 1527, textos de Gil Vicente, encenação de Sílvia Brito (Janeiro 2003)
- O Juiz da Beira, de Gil Vicente, encenação de António Augusto Barros (Julho 2003)
- O Horácio, de Heiner Müller, encenação de Pierre Voltz (Novembro 2003)
- Além do Infinito, de Abel Neves, direcção artística de António Augusto Barros, António Jorge, Ana Rosa Assunção e Sílvia Brito (Março 2004)
- O Cerejal, de Anton Tchékhov, encenação de Rogério de Carvalho (Junho 2004)
- 2 Perdidos numa Noite Suja, de Plínio Marcos, encenação de Sílvia Brito (Outubro 2004)
- Noivas, de Cleise Mendes, encenação de António Jorge (Janeiro 2005)
- Ao Partir Palavras, a partir de textos de Ruy Duarte de Carvalho, encenação de António Augusto Barros (Fevereiro 2005)
- Ensalada, textos de Gil Vicente, encenação de António Augusto Barros (Outubro 2005)
- Profundo, de José Ignacio Cabrujas, encenação de Sílvia Brito (Dezembro 2005)
- Play, textos de Samuel Beckett, encenação de Sofia Lobo (Junho 2006)
- Prometeu 06, textos de Ésquilo, Kafka e Heiner Müller, encenação de António Jorge (Setembro 2006)
- Matéria de Poesia, poemas de Adélia Prado, Manoel de Barros, Carlos de Oliveira e Alexandre O'Neill, direcção artística de António Augusto Barros (Outubro 2006)
- Tchéckhov e a Arte Menor, seis peças em um acto de Anton Tchékhov, encenação de António Augusto Barros (Março 2007)
- A Boda, de Anton Tchékhov, direcção artística de António Augusto Barros (Julho 2007)
- Na Estrada Real, de Anton Tchékhov, encenação de António Augusto Barros (Outubro 2007)
- Auto da Índia - aula prática, de Gil Vicente, direcção artística de António Augusto Barros, António Jorge, Sílvia Brito e Sofia Lobo (Novembro 2007)
- Bonecos e Farelos, texto integral de "Quem tem Farelos?", de Gil Vicente, encenação de António Jorge (Abril 2008)
- TNT - Tumulto no Teatro, textos de Raúl Brandão, encenação de Sílvia Brito (Setembro 2008)
- 700 Máscaras à Procura de um Rosto, texto de Franz Kafka, encenação de António Jorge (Dezembro 2008)
- Atravessando as Palavras Há Restos de Luz, textos de Franz Kafka, encenação de António Augusto Barros (Abril 2009)
- Este Oeste Éden, texto de Abel Neves, encenação de Sílvia Brito (Julho 2009)
- Sabina Freire, texto de Manuel Teixeira-Gomes, encenação de Rui Madeira (Outubro 2009)
- 3Fonseca, texto de José Rubem Fonseca, encenação de António Augusto Barros (Abril 2010)
- 2Rubem, texto de José Rubem Fonseca, encenação de António Augusto Barros (Abril 2010)
- 1José, texto de José Rubem Fonseca, encenação de António Augusto Barros (Abril 2010)
- Noite de Amores Efémeros, texto de Paloma Pedrero, encenação de Sofia Lobo (Novembro 2010)
- Teatro Menor, texto de José Sanchis Sinisterra, encenação de António Augusto Barros (Junho 2010)
- Animais Nocturnos, texto de Juan Mayorga, encenação de António Augusto Barros (Dezembro 2011)
- O Abajur Lilás, texto de Plínio Marcos, encenação de António Augusto Barros (Abril 2012)
- Santíssima Apunhalada, texto de Antonio Onetti, encenação de Igor Lebreaud e Miguel Magalhães (Maio 2012)
- Nunca Estive em Bagdad, texto de Abel Neves, encenação de Sofia Lobo (Outubro 2012)
- Novas Diretrizes em Tempos de Paz, texto de Bosco Brasil, encenação de António Augusto Barros (Janeiro 2013)
- As Orações de Mansata, texto de Abdulai Sila, encenação de António Augusto Barros (Outubro 2013)
- Auto dos Físicos, texto de Gil Vicente, encenação de António Augusto Barros (Setembro 2014)
- Da Sensação de Elasticidade quando se Marcha Sobre Cadáveres, texto de Matei Visniec, encenação de António Augusto Barros (Dezembro 2014)
- A Canoa, texto e encenação de Cándido Pazó (Setembro 2015)
- Embarcação do Inferno, texto de Gil Vicente, encenação de António Augusto Barros (Outubro 2016)
- Histórias Perversas, textos de Javier Tomeo, encenação de António Augusto Barros (Setembro 2017)
- Cinzas…, textos A Black and White, Língua da Montanha, A Nova Ordem Mundial e Cinza às Cinzas, de Harold Pinter, enc. de Rogério de Carvalho (Maio 2018)
- O Homem Que, textos, desenhos, fotografia, enigmas e tangram de Augusto Baptista, encenação de António Augusto Barros (Junho 2019)
- Desmesura - Exercício com Medeia, a partir de Desmesura, de Hélia Correia, encenação de Sofia Lobo, (Outubro 2019)
- Palhaço velho, precisa-se, de Matei Visniec, encenação de António Augusto Barros (Setembro 2020)
- A mulher como campo de batalha, de Matei Visniec, encenação de Sofia Lobo (Outubro 2020)
- Cidade, Diálogos, a partir de Gonçalo M. Tavares, encenação de António Augusto Barros (Maio 2021)
- Floresta de Enganos, de Gil Vicente, encenação de José Russo (Dezembro 2021)
- Aqui, Onde Acaba a Estrada, de Igor Lebreaud, encenação de Igor Lebreaud (Setembro 2022)
- Cabaret Vian — Recital, a partir de textos e canções de Boris Vian, encenação de António Augusto Barros, direcção musical de Luís Pedro Madeira e Jorri (Dezembro 2022)
- Trilogia de Alice, de Tom Murphy, encenação de Nuno Carinhas (Março 2023)
- O Homem do Caminho, de Plínio Marcos, encenação de José Caldas (Junho 2023)

## Alguns espaços e cidades visitados em digressão
- Coimbra - Teatro Avenida, Teatro Académico de Gil Vicente, Café Santa Cruz, Teatro da Cerca de São Bernardo
- Braga - Theatro Circo
- Évora - Teatro Garcia de Resende
- Porto - Teatro Rivoli, Auditório Nacional Carlos Alberto
- Pombal - Cine-Teatro de Pombal
- Montemor-o-Velho - Celeiro do Solar dos Alarcões, Castelo, Teatro Esther de Carvalho
- Oliveira de Azeméis - Cine Teatro Caracas
- Viana do Castelo - Teatro Sá de Miranda
- Covilhã - Teatro-Cine da Covilhã, Teatro das Beiras
- Leiria - Teatro José Lúcio da Silva
- Antuérpia
- Lisboa - Centro Cultural de Belém (grande e pequeno auditórios), Teatro Nacional D. Maria II
- Bissau - Instituto Nacional das Artes
- Maputo - Teatro Avenida
- São Paulo - Centro Cultural São Paulo
- Rio de Janeiro - SESC Copacabana
- Brasília - Auditório da Caixa Econômica Federal
- Salvador - Espaço Xis
- Castelo Branco - Cine-Teatro Avenida
- Faro - Teatro Lethes, Clube Farense
- Bragança - Teatro Municipal de Bragança
- Aveiro - Teatro Aveirense, Fábrica Ciência Viva
- Santiago de Compostela - Salón Teatro
- Funchal - Auditório da RDP
- Sines - Centro de Artes de Sines
- Barreiro - Auditório Municipal Augusto Cabrita
- Torres Novas - Cine-Teatro Virgínia
- Beja - Teatro Pax Julia
- Figueira da Foz - Museu Municipal Santos Rocha, Centro de Artes e Espectáculos
- Setúbal - Fórum Municipal Luísa Todi
- Angra do Heroísmo - Auditório do Grupo de Teatro Alpendre
- Praia da Vitória - Auditório do Ramo Grande
- Luanda - Espaço Elinga, Auditório do Liceu Njinga Mbande
- Ponta Delgada - Teatro Micaelense
- Almagro - Festival de Teatro - Palacio de los Villarreal